# Janet Alcoriza
Janet Reisenfield (Viena, 4 de junio de 1918-Morelos, 18 de noviembre de 1998), conocida artísticamente como Janet Alcoriza o Raquel Rojas, fue una guionista y actriz mexicana de origen austríaco.

## Biografía
Debutó como bailarina en 1938, en la película Una luz en mi camino, como actriz con el nombre de Raquel Rojas en 1939, con la película Café Concordia de Alberto Gout, y, como guionista con El ahijado de la muerte (1942). Escribió guiones para más de 80 películas mexicanas.
Fue impulsora de cambios a la ley de cine en los años sesenta. Fue también integrante distinguida de la Sociedad General de Escritores de México (Sogem).

## Filmografía
- Una luz en el camino (1938)
- Café Concordia (1939)
- Cuando viajan las estrellas (1942)
- Soy puro mexicano (1942)
- Los tres mosqueteros (1942)
- Tribunal de justicia (1943)
- Nocturno de amor (1948)
- La isla de las mujeres (1953)
- El ángel exterminador (1962)
- Lo que importa es vivir (1987)

### Guionista
- El ahijado de la muerte (1942)
- Una extraña mujer (1946)
- Nocturno de amor (1947)
- Flor de caña (1948)
- La liga de las muchachas (1949)
- El gran calavera (1949)
- El siete machos (1950)
- La hija del engaño (1951)
- Se le pasó la mano (1952)
- Él (1953)
- Gitana tenías que ser (1953)
- La ilusión viaja en tranvía (1952)
- El río y la muerte (1954)
- La tercera palabra (1955)
- El inocente (1955)
- Escuela de rateros (1956)
- A media luz los tres (1957)
- El toro negro (1959)
- El esqueleto de la señora Morales (1959)
- Suicídate mi amor (1960)
- Romeo contra Julieta (1968)
- El niño y el tiburón (1978)
- Quintín el amargado[5][6][7][8]